# Сорокин, Василий Семёнович
Василий Семёнович Сорокин (1833, Большие Соли, Костромская губерния — 1921, Луга, Петроградская губерния) — художник, мозаичист, академик Императорской Академии художеств.

## Биография

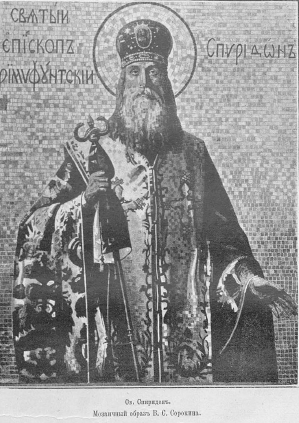
Мозаика «Святой Спиридон» (Исаакиевский собор— левый придел

Брат Е. С. Сорокина и П. С. Сорокина. Писал пейзажи, делал мозаичные картины для храмов. Поступил вольноприходящим учеником в Императорскую Академию художеств (1854). Занимался пейзажной живописью, в 1862 получил малую золотую медаль за «Вид в Кунцеве близ Москвы». Звание художника с правом на чин XIV класса (1863). С 1863 года стал изучать мозаичное производство в Академии художеств. Был принят на работу младшим художником-мозаичистом (1866). Старший художник мозаичного отделения Академии художеств (1873—1888).
Удостоен звания академика мозаичного искусства (1870) за образ св. Спиридония для Исаакиевского собора.
В 1888 году, по окончании 25-летнего контракта, вышел в отставку. Делал образа для петербургских храмов (Спаса на крови и др.). Принимал участие в деятельности Петербургского собрания художников (1863—1879), созданного на «Академических пятницах». В 1888 году Сорокин возглавил русский отдел на Международной выставке мозаик в Риме. За откровенный отзыв о русских произведениях на выставке был сослан под надзор духовных властей в с. Медведково Новгородской губернии.
Среди известных произведений: «Вид в Кунцеве близ Москвы» (1862), «Крестьяне в лесу» (1862); мозаика «Святой Спиридон» (1870).

## Примечание
1. 1 2  Список русских художников к юбилейному справочнику Императорской Академии художеств, 1915, с. 187.
2. ↑  Собрание Государственной Третьяковская галереи.